# Марка (Сомалі)
Марка (сом. Marka, араб. مركة) — місто в Сомалі, адміністративний центр Сомалійської провінції Нижня Шабелле. Населення становить близько 350 тисяч осіб (на 2007 рік, оцінка).

## Географія
Марка лежить на узбережжі Індійського океану, за 70 кілометрів на південь від столиці країни Могадішо. Морський порт.

### Клімат
Місто знаходиться у зоні, котра характеризується кліматом помірних степів та напівпустель. Найтепліший місяць — квітень із середньою температурою 28.4 °C (83.1 °F). Найхолодніший місяць — серпень, із середньою температурою 25.5 °С (77.9 °F).
| Клімат Марки            | Клімат Марки | Клімат Марки | Клімат Марки | Клімат Марки | Клімат Марки | Клімат Марки | Клімат Марки | Клімат Марки | Клімат Марки | Клімат Марки | Клімат Марки | Клімат Марки | Клімат Марки |
| Показник                | Січ.         | Лют.         | Бер.         | Квіт.        | Трав.        | Черв.        | Лип.         | Серп.        | Вер.         | Жовт.        | Лист.        | Груд.        | Рік          |
| Середній максимум, °C   | 31,6         | 31,6         | 32,7         | 32,4         | 31,2         | 30           | 28,9         | 29,2         | 29,6         | 30,4         | 31           | 31,4         | 30,8         |
| Середня температура, °C | 26,8         | 27,1         | 28,1         | 28,4         | 27,4         | 26,4         | 25,6         | 25,5         | 26,1         | 26,8         | 26,8         | 26,8         | 26,8         |
| Середній мінімум, °C    | 21,7         | 21,9         | 23,4         | 23,9         | 23,3         | 22,2         | 22           | 21,6         | 22           | 22,8         | 22,5         | 22,1         | 22,5         |
| Норма опадів, мм        | 1.8          | 0.1          | 8.2          | 88.2         | 88.4         | 75           | 66           | 39.4         | 12.8         | 27           | 71.4         | 19.2         | 497.5        |
| Днів з опадами          | 0,5          | 0,4          | 1,8          | 6            | 7,3          | 11,5         | 11,4         | 1,7          | 4,7          | 4,4          | 4,7          | 2,6          | 57           |
| Вологість повітря, %    | 58.3         | 65.3         | 66.5         | 73.3         | 72.9         | 68           | 66           | 64.4         | 66.1         | 69.9         | 71.5         | 69.5         | 67.6         |
| ----------------------- | ------------ | ------------ | ------------ | ------------ | ------------ | ------------ | ------------ | ------------ | ------------ | ------------ | ------------ | ------------ | ------------ |
| Джерело: Weatherbase    |              |              |              |              |              |              |              |              |              |              |              |              |              |

## Історія
Марка була заснована в VII столітті плем'ям бійомал, що входять в народність Сомалі кушитської мовної групи. Сомалі розселилися в цьому регіоні в VI столітті, вони є і по сей день основним населенням міста. У місті та околицях проживає також арабомовний народ Бенадір. Міська архітектура витримана в арабському стилі.
Протягом тривалого часу, починаючи з часів італійського колоніального правління в Сомалі і закінчуючи правлінням президента Барре, місто Марка було курортом і місцем відпочинку як для іноземців, так і для мешканців столиці країни. Під час громадянської війни в Сомалі, в 1995-1996 роках, навколо Марки йшли запеклі бої (так звана «бананова війна», за контроль над найбільшими в Сомалі банановими плантаціями і портом Марка, через який йшла основна частка експорту бананів), проте сама Марка не постраждала. У листопаді 2008 року місто зайняли загони радикального ісламського руху Аш-Шабааб.